# Herodes Antipas
Herodes Antipas, ou simplesmente Antipas (em grego antigo Ἡρῴδης Ἀντίπατρος, translit. Hērǭdēs Antipatros; nascido antes de  20 a.C. – morto depois de 39 d.C.), foi um filho de Herodes, o Grande por uma de suas esposas, a samaritana Maltace. Ele foi tetrarca da Galileia e da Pereia. É mais conhecido através dos relatos do Novo Testamento por seu papel nos eventos que levaram às execuções de João Batista e Jesus de Nazaré.
Herodes Antipas era idumeu. Os idumeus ou edomitas (descendentes de Esaú) ocupavam originalmente a área situada entre o Mar Morto e o Golfo de Ácaba. Foram judaizados, sobretudo no período de João Hircano. Mesmo sendo gentios, eram conhecedores e obrigados aos usos e costumes religiosos judaicos. A partir de 63 a.C.,  a Judeia passara a ser administrada pelo governador romano da Síria e dividida em quatro tetrarquias. Antípatro, pai de Herodes, o Grande, por ter feito grandes conquistas pessoais, recebeu de Roma vários benefícios, entre os quais a cidadania romana, isenção de tributos e o cargo de administrador da Judeia.

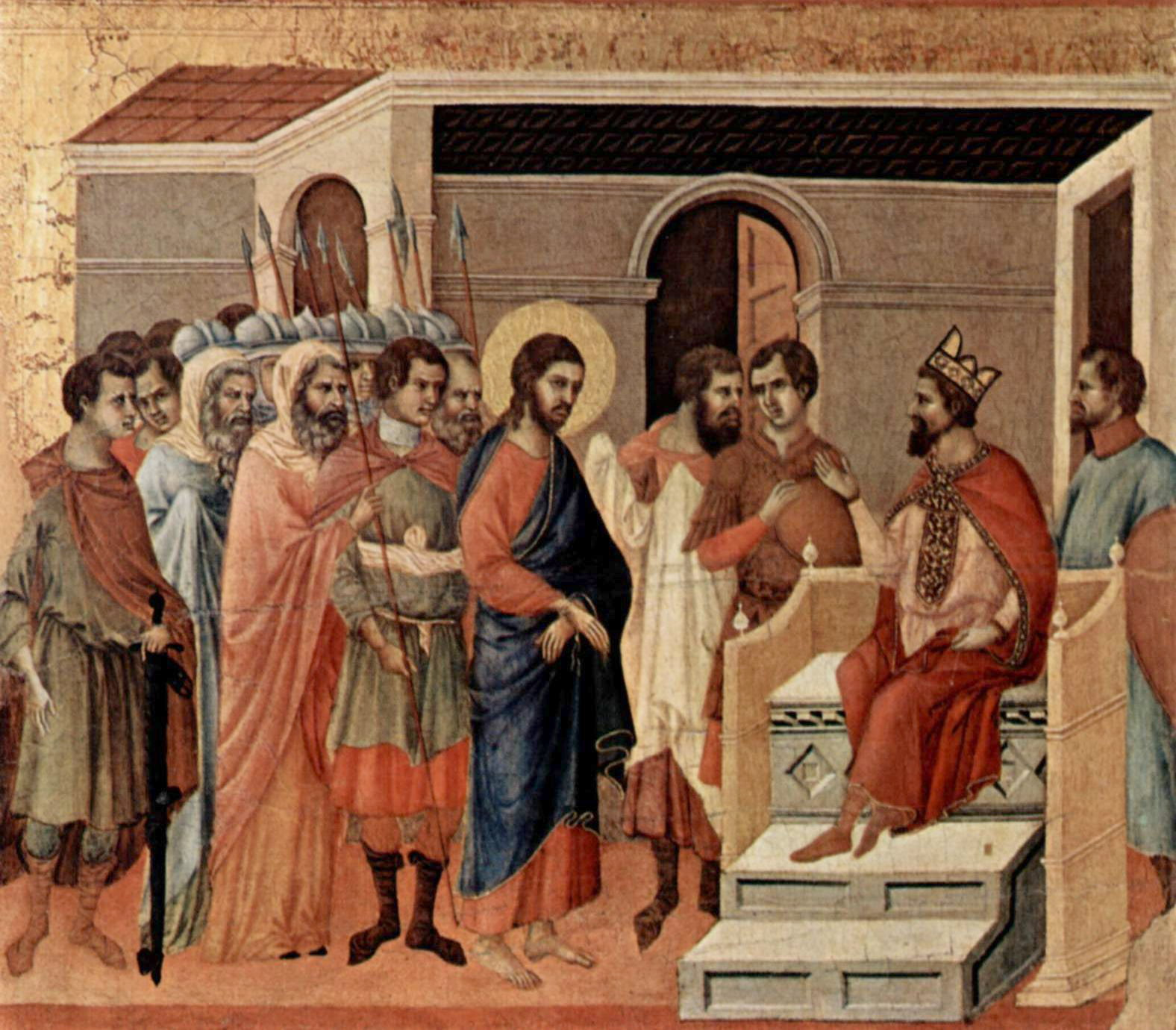
Jesus na corte de Herodes.
1308-11. Por Duccio, atualmente no Museo dell'Opera del Duomo, em Siena, na Itália.

Herodes Antipas era um príncipe frívolo, que foi acusado de vários crimes. Mandou decapitar João Batista por meio de Salomé, instigada por Herodias, esposa do seu meio-irmão Herodes Filipe, com quem ele havia se casado.
Pôncio Pilatos enviou Jesus para Herodes, quando este estava em Jerusalém durante a Páscoa. Antipas fez algumas perguntas a Jesus, porém não encontrou nada que incriminasse Jesus e mandou-o de volta a Pilatos. Santa Joana, mulher de Cuza, mordomo de Antipas, foi uma das primeiras discípulas de Jesus.